# Delta Farce
Delta Farce es una película de comedia de guerra estadounidense de 2007 estrenada por Lions Gate Entertainment el 11 de mayo de 2007. Está dirigida por C. B. Harding y protagonizada por Bill Engvall, Larry the Cable Guy, DJ Qualls y Danny Trejo. Es la primera película después del concierto de Blue Collar Comedy Tour protagonizada por Engvall y Larry the Cable Guy. El título es un juego de la Delta Force, una de las unidades de operaciones especiales de élite del Ejército de los Estados Unidos junto con los Rangers del Ejército y los Boinas Verdes.

## Sinopsis
Tres amigos se preparan para pasar un fin de semana de fiesta practicando tiro, cuando un sargento los confunde con unos reservistas del Ejército. Los tres hombres son enviados a Irak, pero aterrizan en el desierto de México. Creyendo que se encuentran en Oriente Próximo, los falsos soldados salvan una aldea y se vuelven los héroes locales, hasta que un criminal que adora los karaokes decide atacarlos.

## Reparto
- Larry the Cable Guy como el soldado raso Larry McCoy
- Bill Engvall como el soldado Bill Little
- DJ Qualls como el soldado raso Everett Shackleford
- Keith David como Sargento mayor Kilgore
- Danny Trejo como Carlos Santana
- Marisol Nichols como Señorita María García
- Lisa Lampanelli como Connie
- Jeff Dunham (es visible) como "The Amazing Ken" (con José Jalapeño en un palo)

## Recepción
En Rotten Tomatoes tiene un índice de aprobación del 5% según las revisiones de 44 críticos. El consenso del sitio afirma: «Demasiado miedo para ser una verdadera sátira de la guerra de Irak, Delta Farce en cambio se convierte en una mezcla reprensible y poco divertida de bromas de payasadas, pánico gay y flatulencias». En Metacritic, la película tiene una puntuación de 17% basado en reseñas de 15 críticos, lo que indica «una aversión abrumadora».